# Municipio de San Pablo Tijaltepec
El municipio de San Pablo Tijaltepec es uno de los 570 municipios del estado mexicano de Oaxaca. Su cabecera es la localidad de San Pablo Tijaltepec.

## Geografía
El municipio de San Pablo Tijaltepec colinda al norte con el municipio de Santa María Yosoyúa; al este con los municipios de San Juan Teita y San Mateo Sindihui; al sur con los municipios de San Francisco Cahuacúa y Santa Cruz Tacahua; y al oeste con los municipios de Chalcatongo de Hidalgo y Santa Catarina Ticuá.

## Localidades
El municipio de San Pablo Tijaltepec cuenta con quince localidades.
| Localidad            | Población (2020) |
| -------------------- | ---------------- |
| El Porvenir          | 505              |
| Candelaria la Unión  | 467              |
| Buena Vista la Paz   | 351              |
| San Pablo Tijaltepec | 265              |

## Gobierno
El municipio de San Pablo Tijaltepec se rige mediante el sistema de usos y costumbres.
| Presidente municipal     | Periodo   |
| ------------------------ | --------- |
| Miguel Bautista Bautista | 1996-1998 |
| Miguel Cruz García       | 1999-2001 |
| Fidel Cruz Bautista      | 2002-2004 |
| Pedro Cruz Santiago      | 2005-2007 |
| Manuel Cruz Nicolás      | 2008-2010 |
| Bartolo Silva Silva      | 2011-2013 |
| Moisés González Santiago | 2014-2016 |
| Aurelio González Silva   | 2017-2019 |
| Pablo González Silva     | 2020-2022 |
| Maurilio Cruz González   | 2022-2024 |